# ÜberdosisNichts
ÜberdosisNichts (Eigenschreibweise ÜberDosisNichts) ist eine Punkrockband aus Sachsen.

## Geschichte
Die Band besteht seit 1996 und in diesem Jahr wurde der Namen auch erstmals erwähnt, als jemand äußerte: „Ihr seid ja eine Überdosis Nichts!“
Am 13. April 2002 traten ÜberDosisNichts in der Besetzung Riddi, Günni und Kretzsche im CityClub Döbeln erstmals auf. Danach gelangen ein paar kleinere Auftritte, bis sie im November 2002 einen Bandcontest in Oschatz (E-Werk) gewannen. Der Preis war ein Songbeitrag auf der Moloko-Plus-Beilage-CD.
Es folgten Auftritte mit Bands wie Terrorgruppe, Loikaemie, Rasta Knast, Sperrzone, Atemnot, Normahl und The Pig Must Die. Durch die seit 2005 geknüpfte Zusammenarbeit mit Nix-Gut Records ergab sich die Möglichkeit, einige Songs als Samplerbeiträge beizusteuern: Es lebe der Punk, Deutschpunkgewitter, Projekt Schuldenberg Unterstützer-Sampler (Hakenkreuzaffäre NIXGUT), Im Zeichen des Pleitegeiers 3, Es lebe der Punk 11, Taugenix 7, Schlachtrufe 9.
Die Live-CD Scheune Auterwitz sowie das Studioalbum Land der Kompromisse wurden im Ox-Fanzine rezensiert.
Am Schlagzeug sitzt mittlerweile Jens Magyar.

## Diskografie
- 2004: Engel oder Teufel (Elb-Power Records)
- 2006: Scheune Auterwitz (Live-Album, Nix-Gut Records)
- 2008: Land der Kompromisse (Nix-Gut Records)